# كاثال شيريدان
كاثال شيريدان (بالإنجليزية: Cathal Sheridan)‏ هو لاعب اتحاد الرغبي أيرلندي، ولد في 14 نوفمبر 1988 في سلايغو في جمهورية أيرلندا.